# Lista de jogadores da Seleção Neerlandesa de Futebol por data de estreia
Observação: Jogadores com mais de 50 jogos pela seleção ou com mais de 10 gols marcados estão com os seus dados numéricos grifados assim.
1905-1909 1910-1919 1920-1929 1930-1939 1940-1949 

1950-1959 1960-1969 1970-1979 1980-1989 1990-1999 

2000-2006

## 1905-1909
| Data de estreia        | Nome                          | Número de Jogos | Número de gols marcados |
| ---------------------- | ----------------------------- | --------------- | ----------------------- |
| 30 de abril de 1905    | Reinier Beeuwkes              | 19              | 0                       |
| 30 de abril de 1905    | Rein Boomsma                  | 2               | 0                       |
| 30 de abril de 1905    | Karel Gleenewinkel Kamperdijk | 2               | 0                       |
| 30 de abril de 1905    | Dolf Kessler                  | 3               | 0                       |
| 30 de abril de 1905    | Bok de Korver                 | 31              | 1                       |
| 30 de abril de 1905    | Dirk Lotsy                    | 10              | 1                       |
| 30 de abril de 1905    | Guus Lutjens                  | 14              | 5                       |
| 30 de abril de 1905    | Eddy de Neve                  | 3               | 6                       |
| 30 de abril de 1905    | Peet Stol                     | 2               | 0                       |
| 30 de abril de 1905    | Ben Stom                      | 9               | 0                       |
| 30 de abril de 1905    | Willy de Vos                  | 2               | 0                       |
| 14 de maio de 1905     | Willem Hesselink              | 1               | 1                       |
| 29 de abril de 1906    | Kees Bekker                   | 6               | 0                       |
| 29 de abril de 1906    | Frans de Bruyn Kops           | 3               | 0                       |
| 29 de abril de 1906    | Constant Feith                | 8               | 2                       |
| 29 de abril de 1906    | Mannes Francken               | 22              | 17                      |
| 29 de abril de 1906    | Anton Lens                    | 2               | 0                       |
| 29 de abril de 1906    | Henk Muller                   | 2               | 1                       |
| 29 de abril de 1906    | Jan Schoemaker                | 2               | 0                       |
| 13 de maio de 1906     | Jo Eshuijs                    | 1               | 0                       |
| 13 de maio de 1906     | Toine van Renterghem          | 3               | 0                       |
| 13 de maio de 1906     | Ferry van der Vinne           | 3               | 1                       |
| 1 de abril de 1907     | Jan van Beek                  | 1               | 0                       |
| 1 de abril de 1907     | Hans Blume                    | 1               | 1                       |
| 1 de abril de 1907     | Pieter Boelmans ter Spill     | 3               | 0                       |
| 1 de abril de 1907     | Iman Dozy                     | 4               | 0                       |
| 1 de abril de 1907     | John Heijning                 | 8               | 0                       |
| 1 de abril de 1907     | Karel Heijting                | 17              | 0                       |
| 1 de abril de 1907     | Max Henny                     | 1               | 0                       |
| 1 de abril de 1907     | Willem Janssen                | 3               | 0                       |
| 14 de abril de 1907    | Lothar van Gogh               | 2               | 2                       |
| 21 de dezembro de 1907 | Lo la Chapelle                | 1               | 0                       |
| 21 de dezembro de 1907 | Tonny Kessler                 | 3               | 1                       |
| 21 de dezembro de 1907 | Lou Otten                     | 12              | 0                       |
| 21 de dezembro de 1907 | Cas Ruffelse                  | 8               | 3                       |
| 21 de dezembro de 1907 | Edu Snethlage                 | 11              | 10                      |
| 21 de dezembro de 1907 | Jan Thomée                    | 16              | 16                      |
| 21 de dezembro de 1907 | Caius Welcker                 | 17              | 5                       |
| 29 de março de 1908    | Herman Jurgens                | 2               | 0                       |
| 29 de março de 1908    | Noud Stempels                 | 3               | 0                       |
| 26 de abril de 1908    | Jan Akkersdijk                | 2               | 1                       |
| 10 de maio de 1908     | Guus van Hecking Colenbrander | 1               | 0                       |
| 22 de outubro de 1908  | Miel Mundt                    | 4               | 0                       |
| 22 de outubro de 1908  | Jops Reeman                   | 2               | 1                       |
| 22 de outubro de 1908  | Ed Sol                        | 3               | 0                       |
| 23 de outubro de 1908  | Jan Kok                       | 1               | 0                       |
| 25 de outubro de 1908  | Wim Groskamp                  | 1               | 0                       |
| 25 de outubro de 1908  | Harry Kuneman                 | 1               | 0                       |
| 21 de março de 1909    | Vic Gonsalves                 | 3               | 0                       |
| 21 de março de 1909    | Dé Kessler                    | 21              | 9                       |
| 21 de março de 1909    | Kees van Nieuwenhuizen        | 2               | 0                       |
| 25 de abril de 1909    | Willem Boerdam                | 2               | 0                       |
| 11 de dezembro de 1909 | Leo Bosschart                 | 19              | 1                       |
| 11 de dezembro de 1909 | Herman Peltzer                | 1               | 0                       |

## 1910-1919
| Data de estreia        | Nome                    | Número de Jogos | Número de gols marcados |
| ---------------------- | ----------------------- | --------------- | ----------------------- |
| 13 de março de 1910    | Piet van der Wolk       | 6               | 0                       |
| 10 de abril de 1910    | Arnold Hörburger        | 8               | 0                       |
| 16 de outubro de 1910  | Nol van Berckel         | 6               | 2                       |
| 16 de outubro de 1910  | Philip van Dijk         | 1               | 0                       |
| 16 de outubro de 1910  | Miel van Leijden        | 1               | 0                       |
| 16 de outubro de 1910  | Nico de Wolf            | 5               | 0                       |
| 19 de março de 1911    | Gé Fortgens             | 8               | 0                       |
| 19 de março de 1911    | Just Göbel              | 22              | 0                       |
| 2 de abril de 1911     | Jan van Breda Kolff     | 11              | 1                       |
| 2 de abril de 1911     | Guus de Seriere         | 2               | 0                       |
| 10 de março de 1912    | Wim Bronger             | 1               | 0                       |
| 10 de março de 1912    | Huug de Groot           | 9               | 6                       |
| 10 de março de 1912    | Piet Valkenburg         | 1               | 0                       |
| 16 de março de 1912    | Nico Bouvy              | 9               | 4                       |
| 16 de março de 1912    | Jan Vos                 | 15              | 10                      |
| 28 de abril de 1912    | Gerrit Bouwmeester      | 1               | 0                       |
| 29 de junho de 1912    | Cees ten Cate           | 3               | 1                       |
| 29 de junho de 1912    | David Wijnveldt         | 13              | 0                       |
| 30 de junho de 1912    | Piet Bouman             | 9               | 0                       |
| 30 de junho de 1912    | Joop Boutmy             | 10              | 1                       |
| 4 de julho de 1912     | Jan van der Sluis       | 1               | 2                       |
| 17 de novembro de 1912 | Jur Haak                | 2               | 2                       |
| 24 de março de 1913    | Willy Westra van Holthe | 4               | 1                       |
| 20 de abril de 1913    | Arie Bijvoet            | 1               | 0                       |
| 15 de novembro de 1913 | Wout Buitenweg          | 11              | 14                      |
| 15 de março de 1914    | Jacques Francken        | 1               | 1                       |
| 15 de março de 1914    | Jan Noorduijn           | 4               | 0                       |
| 5 de abril de 1914     | Nico Buwalda            | 2               | 0                       |
| 17 de maio de 1914     | Barend van Hemert       | 1               | 0                       |
| 17 de maio de 1914     | Dolf van der Nagel      | 1               | 0                       |
| 9 de junho de 1919     | Theo Brokmann           | 1               | 1                       |
| 9 de junho de 1919     | Harry Dénis             | 56              | 0                       |
| 9 de junho de 1919     | Wim Gupffert            | 3               | 2                       |
| 9 de junho de 1919     | Henk Hordijk            | 9               | 0                       |
| 9 de junho de 1919     | Boelie Kessler          | 9               | 2                       |
| 9 de junho de 1919     | Piet Tekelenburg        | 2               | 0                       |
| 9 de junho de 1919     | Ben Verweij             | 11              | 0                       |
| 24 de agosto de 1919   | Georg Beijers           | 1               | 0                       |
| 24 de agosto de 1919   | Evert van Linge         | 13              | 3                       |
| 24 de agosto de 1919   | Henk Steeman            | 13              | 0                       |
| 31 de agosto de 1919   | Ber Felix               | 1               | 0                       |
| 31 de agosto de 1919   | Martin Houtkooper       | 1               | 0                       |

## 1920-1929
| Data de estreia        | Nome                          | Número de Jogos | Número de gols marcados |
| ---------------------- | ----------------------------- | --------------- | ----------------------- |
| 5 de abril de 1920     | Harry van Beurden             | 1               | 0                       |
| 5 de abril de 1920     | Manus van Diermen             | 5               | 0                       |
| 5 de abril de 1920     | Jan van Dort                  | 5               | 0                       |
| 5 de abril de 1920     | Dick MacNeill                 | 7               | 0                       |
| 5 de abril de 1920     | Jan de Natris                 | 23              | 5                       |
| 5 de abril de 1920     | Eduard van Roessel            | 2               | 0                       |
| 16 de maio de 1920     | Harry Mommers                 | 1               | 0                       |
| 16 de maio de 1920     | Antoon "Rat" Verlegh          | 8               | 2                       |
| 28 de agosto de 1920   | Jaap Bulder                   | 6               | 6                       |
| 28 de agosto de 1920   | Ber Groosjohan                | 14              | 5                       |
| 28 de agosto de 1920   | Frits Kuipers                 | 5               | 0                       |
| 28 de agosto de 1920   | Oscar van Rappard             | 4               | 0                       |
| 29 de agosto de 1920   | Arie Bieshaar                 | 4               | 0                       |
| 5 de setembro de 1920  | Evert Bulder                  | 1               | 0                       |
| 5 de setembro de 1920  | Felix von Heyden              | 1               | 0                       |
| 26 de março de 1921    | Henri Baaij                   | 2               | 0                       |
| 26 de março de 1921    | Joop Campioni                 | 2               | 0                       |
| 26 de março de 1921    | Hein Delsen                   | 3               | 0                       |
| 26 de março de 1921    | Ben Hoogstede                 | 4               | 0                       |
| 26 de março de 1921    | Andre de Kruijff              | 1               | 0                       |
| 26 de março de 1921    | Piet Stevens                  | 5               | 0                       |
| 26 de março de 1921    | Henk van Tilburg              | 9               | 0                       |
| 8 de maio de 1921      | David Buitenweg               | 1               | 0                       |
| 8 de maio de 1921      | Jan van Gendt                 | 5               | 5                       |
| 15 de maio de 1921     | Fons Pelser                   | 6               | 0                       |
| 12 de junho de 1921    | Gerrit Hulsman                | 4               | 0                       |
| 12 de junho de 1921    | Eb van der Kluft              | 4               | 0                       |
| 12 de junho de 1921    | Harry Rodermond               | 5               | 3                       |
| 12 de junho de 1921    | Siebolt Sissingh              | 1               | 0                       |
| 12 de junho de 1921    | Max Tetzner                   | 3               | 0                       |
| 12 de junho de 1921    | Chris Waldner                 | 1               | 0                       |
| 13 de novembro de 1921 | Herman Legger                 | 2               | 0                       |
| 26 de março de 1922    | Feike Lietzen                 | 1               | 0                       |
| 17 de abril de 1922    | Appie Groen                   | 5               | 1                       |
| 7 de maio de 1922      | Jaap Grobbe                   | 1               | 0                       |
| 19 de novembro de 1922 | André le Fèvre                | 17              | 1                       |
| 19 de novembro de 1922 | Frans Petit                   | 1               | 0                       |
| 19 de novembro de 1922 | Joost Schot                   | 1               | 0                       |
| 19 de novembro de 1922 | Sjo Soons                     | 1               | 0                       |
| 2 de abril de 1923     | Wim Addicks                   | 3               | 2                       |
| 2 de abril de 1923     | Frans van der Poel            | 1               | 0                       |
| 2 de abril de 1923     | Wim Roetert                   | 1               | 2                       |
| 2 de abril de 1923     | Dick Sigmond                  | 14              | 1                       |
| 29 de abril de 1923    | Jan de Boer                   | 5               | 0                       |
| 29 de abril de 1923    | Dolf Heijnen                  | 2               | 1                       |
| 29 de abril de 1923    | Jan Jole                      | 2               | 0                       |
| 25 de outubro de 1923  | Bertus Bul                    | 6               | 0                       |
| 25 de outubro de 1923  | Theo 'Rieks' de Haas          | 4               | 1                       |
| 25 de outubro de 1923  | Peer Krom                     | 14              | 1                       |
| 25 de outubro de 1923  | Jos van Son                   | 1               | 0                       |
| 25 de outubro de 1923  | Hans Tetzner                  | 8               | 0                       |
| 23 de março de 1924    | Kees Pijl                     | 8               | 7                       |
| 23 de março de 1924    | Gerrit Visser                 | 7               | 1                       |
| 21 de abril de 1924    | Adriaan Koonings              | 1               | 0                       |
| 27 de abril de 1924    | Gejus van der Meulen          | 54              | 0                       |
| 27 de abril de 1924    | Albert Snouck Hurgronje       | 6               | 1                       |
| 2 de junho de 1924     | Joop ter Beek                 | 1               | 0                       |
| 2 de junho de 1924     | Ok Formenoy                   | 4               | 4                       |
| 6 de junho de 1924     | Gerrit Horsten                | 6               | 0                       |
| 8 de junho de 1924     | Klaas Breeuwer                | 1               | 0                       |
| 8 de junho de 1924     | Jan Oosthoek                  | 2               | 0                       |
| 8 de junho de 1924     | Henk Vermetten                | 6               | 0                       |
| 2 de novembro de 1924  | Charles Baar van Slangenburgh | 6               | 5                       |
| 2 de novembro de 1924  | Wim Volkers                   | 7               | 2                       |
| 15 de março de 1925    | Kees van Dijke                | 3               | 0                       |
| 29 de março de 1925    | Jan Gielens                   | 9               | 1                       |
| 19 de abril de 1925    | Puck van Heel                 | 64              | 0                       |
| 19 de abril de 1925    | Jan Schindeler                | 1               | 0                       |
| 3 de maio de 1925      | Wiggert van Daalen            | 1               | 0                       |
| 3 de maio de 1925      | Therus Küchlin                | 3               | 1                       |
| 25 de outubro de 1925  | Dolf van Kol                  | 33              | 4                       |
| 25 de outubro de 1925  | Wim Tap                       | 33              | 17                      |
| 25 de outubro de 1925  | Henk Wamsteker                | 2               | 0                       |
| 14 de março de 1926    | Tonny van Haeren              | 1               | 0                       |
| 14 de março de 1926    | Cock Oldenburg                | 1               | 0                       |
| 28 de março de 1926    | Eef Ruisch                    | 7               | 2                       |
| 18 de abril de 1926    | Jan Hassink                   | 2               | 0                       |
| 18 de abril de 1926    | Kees Quax                     | 3               | 0                       |
| 18 de abril de 1926    | Marius Sandberg               | 2               | 0                       |
| 13 de junho de 1926    | Wim Anderiesen                | 46              | 0                       |
| 13 de junho de 1926    | Cor van Nus                   | 1               | 0                       |
| 31 de outubro de 1926  | Jan Elfring                   | 15              | 2                       |
| 31 de outubro de 1926  | Koos van Gelder               | 5               | 1                       |
| 31 de outubro de 1926  | Pierre Massy                  | 12              | 3                       |
| 31 de outubro de 1926  | Rens Vis                      | 1               | 0                       |
| 13 de março de 1927    | Dolf Scheeffer                | 1               | 0                       |
| 18 de abril de 1927    | Leo Ghering                   | 9               | 6                       |
| 18 de abril de 1927    | Theo Schetters                | 1               | 0                       |
| 18 de abril de 1927    | Felix Smeets                  | 14              | 7                       |
| 18 de abril de 1927    | Jaap Weber                    | 14              | 1                       |
| 12 de junho de 1927    | Jan van den Broek             | 11              | 4                       |
| 12 de junho de 1927    | Kees van der Zalm             | 3               | 0                       |
| 13 de novembro de 1927 | Piet van Boxtel               | 7               | 0                       |
| 11 de março de 1928    | Jaap van der Griend           | 5               | 0                       |
| 1 de abril de 1928     | Jo Kluin                      | 1               | 0                       |
| 1 de abril de 1928     | Frits Schipper                | 1               | 0                       |
| 22 de abril de 1928    | Cor Kools                     | 16              | 3                       |
| 22 de abril de 1928    | Harry Schreurs                | 2               | 0                       |
| 30 de maio de 1928     | Bertus Freese                 | 1               | 0                       |
| 14 de junho de 1928    | Maarten Grobbe                | 2               | 1                       |
| 14 de junho de 1928    | Gerrit Nagels                 | 3               | 0                       |
| 4 de novembro de 1928  | Wim van Dolder                | 3               | 0                       |
| 2 de dezembro de 1928  | Bep Bakhuys                   | 23              | 28                      |
| 2 de dezembro de 1928  | Leo Halle                     | 15              | 0                       |
| 2 de dezembro de 1928  | Joop van Nellen               | 27              | 7                       |
| 2 de dezembro de 1928  | Gerard Tap                    | 1               | 0                       |
| 17 de março de 1929    | Jaap Barendregt               | 1               | 0                       |
| 17 de março de 1929    | Attie Gerritse                | 1               | 0                       |
| 17 de março de 1929    | Jan Halle                     | 2               | 0                       |
| 17 de março de 1929    | Willy van Zwieteren           | 1               | 0                       |
| 5 de maio de 1929      | Hans van Kesteren             | 1               | 0                       |
| 5 de maio de 1929      | Gep Landaal                   | 8               | 2                       |
| 9 de junho de 1929     | Sjaak de Bruin                | 3               | 0                       |
| 9 de junho de 1929     | Frans Hombörg                 | 2               | 0                       |
| 9 de junho de 1929     | Koos van der Wildt            | 7               | 0                       |
| 12 de junho de 1929    | Huub de Leeuw                 | 2               | 0                       |
| 3 de novembro de 1929  | Evert van der Heijden         | 8               | 1                       |
| 3 de novembro de 1929  | Herman van Loon               | 1               | 0                       |

## 1930-1939
| Data de estreia         | Nome                | Número de Jogos | Número de gols marcados |
| ----------------------- | ------------------- | --------------- | ----------------------- |
| 6 de abril de 1930      | Henk Breitner       | 5               | 0                       |
| 6 de abril de 1930      | Jan de Kreek        | 3               | 0                       |
| 8 de junho de 1930      | Piet van Reenen     | 2               | 0                       |
| 2 de novembro de 1930   | Law Adam            | 11              | 6                       |
| 2 de novembro de 1930   | Wim Groenendijk     | 1               | 0                       |
| 2 de novembro de 1930   | Wim Lagendaal       | 15              | 14                      |
| 2 de novembro de 1930   | Henk Mulders        | 2               | 1                       |
| 29 de março de 1931     | Jaap Paauwe         | 8               | 0                       |
| 29 de março de 1931     | Sjef van Run        | 25              | 0                       |
| 14 de junho de 1931     | Mauk Weber          | 27              | 0                       |
| 14 de junho de 1931     | Frank Wels          | 36              | 5                       |
| 29 de novembro de 1931  | Jaap Mol            | 5               | 1                       |
| 20 de março de 1932     | Adri van Male       | 15              | 0                       |
| 8 de maio de 1932       | Bas Paauwe          | 31              | 1                       |
| 29 de maio de 1932      | Otto Bonsema        | 6               | 3                       |
| 4 de dezembro de 1932   | Henk Pellikaan      | 13              | 0                       |
| 7 de maio de 1933       | Toon Duijnhouwer    | 1               | 0                       |
| 10 de dezembro de 1933  | Jan van Diepenbeek  | 4               | 0                       |
| 10 de dezembro de 1933  | Arend Schoemaker    | 1               | 0                       |
| 10 de dezembro de 1933  | Leen Vente          | 21              | 19                      |
| 11 de março de 1934     | Kees Mijnders       | 7               | 0                       |
| 11 de março de 1934     | Kick Smit           | 29              | 26                      |
| 29 de abril de 1934     | Gerrit Keizer       | 2               | 0                       |
| 10 de maio de 1934      | Toon Oprinsen       | 1               | 0                       |
| 17 de fevereiro de 1934 | Daaf Drok           | 8               | 4                       |
| 31 de março de 1935     | Bertus Caldenhove   | 25              | 0                       |
| 29 de março de 1936     | Evert Mul           | 1               | 0                       |
| 1 de novembro de 1936   | Charles de Bock     | 1               | 1                       |
| 31 de janeiro de 1937   | Lulolf Heetjans     | 1               | 0                       |
| 31 de janeiro de 1937   | Henk van Spaandonck | 8               | 4                       |
| 31 de janeiro de 1937   | Cor Wilders         | 8               | 0                       |
| 7 de março de 1937      | Jo van den Hoven    | 1               | 0                       |
| 7 de março de 1937      | Manus Vrauwdeunt    | 1               | 1                       |
| 4 de abril de 1937      | Charles Lungen      | 1               | 0                       |
| 31 de outubro de 1937   | Ko Bergman          | 8               | 5                       |
| 28 de novembro de 1937  | Piet de Boer        | 1               | 3                       |
| 28 de novembro de 1937  | Gerard Kuppen       | 3               | 0                       |
| 28 de novembro de 1937  | Piet Punt           | 1               | 0                       |
| 21 de maio de 1938      | Bertus de Harder    | 12              | 3                       |
| 21 de maio de 1938      | Frans van der Veen  | 8               | 1                       |
| 23 de outubro de 1938   | Piet Dumortier      | 1               | 0                       |
| 23 de outubro de 1938   | Gerard van Leur     | 1               | 1                       |
| 23 de outubro de 1938   | Arie de Vroet       | 22              | 0                       |
| 26 de fevereiro de 1939 | Henk Blomvliet      | 2               | 0                       |
| 26 de fevereiro de 1939 | Guus Dräger         | 13              | 5                       |
| 26 de fevereiro de 1939 | Jan Schubert        | 2               | 0                       |
| 26 de fevereiro de 1939 | Bob Stam            | 4               | 0                       |
| 23 de abril de 1939     | Hennie Dijkstra     | 2               | 0                       |

## 1940-1949
| Data de estreia        | Nome                 | Número de Jogos | Número de gols marcados |
| ---------------------- | -------------------- | --------------- | ----------------------- |
| 17 de março de 1940    | Niek Michel          | 1               | 0                       |
| 17 de março de 1940    | Ko Stijger           | 2               | 0                       |
| 31 de março de 1940    | Herman Choufour      | 1               | 0                       |
| 31 de março de 1940    | Abe Lenstra          | 47              | 33                      |
| 31 de março de 1940    | Jan Poulus           | 1               | 0                       |
| 31 de março de 1940    | Kees Slot            | 1               | 0                       |
| 31 de março de 1940    | Heinz Vroomen        | 1               | 0                       |
| 21 de abril de 1940    | Herman van den Engel | 1               | 1                       |
| 21 de abril de 1940    | Joop van der Heide   | 1               | 0                       |
| 21 de abril de 1940    | Ab de Vries          | 1               | 0                       |
| 21 de abril de 1940    | Joop Wille           | 1               | 0                       |
| 10 de março de 1946    | Henk van Buijtenen   | 1               | 0                       |
| 10 de março de 1946    | Jan Holleman         | 3               | 0                       |
| 10 de março de 1946    | Piet Kraak           | 33              | 0                       |
| 10 de março de 1946    | Henk van der Linden  | 7               | 0                       |
| 10 de março de 1946    | Kees Rijvers         | 33              | 10                      |
| 10 de março de 1946    | Faas Wilkes          | 38              | 35                      |
| 12 de maio de 1946     | Jan Potharst         | 6               | 0                       |
| 12 de maio de 1946     | Wim Roosen           | 6               | 1                       |
| 27 de novembro de 1946 | Arie Vermeer         | 1               | 0                       |
| 7 de abril de 1947     | Jeu van Bun          | 11              | 0                       |
| 7 de abril de 1947     | Wim Lakenberg        | 1               | 0                       |
| 7 de abril de 1947     | Hennie Möring        | 6               | 0                       |
| 7 de abril de 1947     | Gerrie Stroker       | 3               | 0                       |
| 4 de maio de 1947      | Henk Schijvenaar     | 18              | 0                       |
| 21 de setembro de 1947 | Gé van Dijk          | 2               | 0                       |
| 21 de setembro de 1947 | Joop Stoffelen       | 12              | 0                       |
| 14 de março de 1948    | Piet Spel            | 1               | 0                       |
| 18 de abril de 1948    | Han Engelsman        | 1               | 1                       |
| 18 de abril de 1948    | Rinus Schaap         | 13              | 1                       |
| 18 de abril de 1948    | Rinus Terlouw        | 34              | 0                       |
| 26 de maio de 1948     | Mick Clavan          | 27              | 7                       |
| 26 de maio de 1948     | Andre Roosenburg     | 9               | 1                       |
| 26 de maio de 1948     | Cock van der Tuyn    | 11              | 2                       |
| 26 de julho de 1948    | Kees Krijgh sr       | 3               | 0                       |
| 31 de julho de 1948    | Bram Appel           | 12              | 10                      |
| 21 de novembro de 1948 | Herman van Raalte    | 1               | 0                       |
| 13 de março de 1949    | Joek Brandes         | 3               | 1                       |
| 13 de março de 1949    | Jan van Schijndel    | 17              | 1                       |
| 13 de março de 1949    | Frans Steenbergen    | 2               | 0                       |
| 23 de abril de 1949    | Frans de Munck       | 31              | 0                       |
| 23 de abril de 1949    | Piet van Overbeek    | 1               | 0                       |
| 23 de abril de 1949    | Theo Timmermans      | 12              | 4                       |
| 16 de junho de 1949    | Jan Everse sr        | 3               | 0                       |
| 16 de junho de 1949    | Jan van Roessel      | 6               | 5                       |
| 16 de junho de 1949    | Dre Saris            | 1               | 0                       |
| 11 de dezembro de 1949 | Piet van der Sluis   | 3               | 0                       |

## 1950-1959
| Data de estreia        | Nome                   | Número de Jogos | Número de gols marcados |
| ---------------------- | ---------------------- | --------------- | ----------------------- |
| 16 de abril de 1950    | Cor van der Hoeven     | 3               | 0                       |
| 16 de abril de 1950    | Jan Schrumpf           | 1               | 0                       |
| 16 de abril de 1950    | Piet Steenbergen       | 2               | 0                       |
| 8 de junho de 1950     | Germ Hofma             | 2               | 0                       |
| 8 de junho de 1950     | Cor Huibregts          | 3               | 0                       |
| 8 de junho de 1950     | Rinus Michels          | 5               | 0                       |
| 15 de outubro de 1950  | Frits de Graaf         | 3               | 2                       |
| 15 de outubro de 1950  | Frans van der Klink    | 1               | 0                       |
| 15 de outubro de 1950  | Noud van Melis         | 13              | 15                      |
| 15 de outubro de 1950  | Ferry Mesman           | 1               | 0                       |
| 12 de novembro de 1950 | Aad de Jong            | 5               | 0                       |
| 12 de novembro de 1950 | Sjef Mertens           | 1               | 0                       |
| 12 de novembro de 1950 | Dick Snoek             | 3               | 0                       |
| 10 de dezembro de 1950 | Louis Biesbrouck       | 19              | 0                       |
| 15 de abril de 1951    | Piet Groeneveld        | 3               | 0                       |
| 15 de abril de 1951    | Jampie Kuneman         | 2               | 0                       |
| 27 de outubro de 1951  | Piet Bakers            | 1               | 0                       |
| 27 de outubro de 1951  | Joop Odenthal          | 13              | 0                       |
| 27 de outubro de 1951  | Bram Wiertz            | 8               | 0                       |
| 25 de novembro de 1951 | Rinus Bennaars         | 15              | 2                       |
| 25 de novembro de 1951 | Louis van den Bogert   | 3               | 0                       |
| 6 de abril de 1952     | Sjaak Alberts          | 5               | 0                       |
| 6 de abril de 1952     | Piet van der Kuil      | 40              | 9                       |
| 14 de maio de 1952     | Wim Hendriks           | 3               | 0                       |
| 16 de junho de 1952    | Jo Mommers             | 1               | 0                       |
| 21 de setembro de 1952 | Hans Boskamp           | 4               | 0                       |
| 19 de outubro de 1952  | Klaas Lugthart         | 2               | 0                       |
| 19 de outubro de 1952  | Frans Tebak            | 10              | 0                       |
| 15 de novembro de 1952 | Wim Landman            | 7               | 0                       |
| 15 de novembro de 1952 | Frits Louer            | 3               | 1                       |
| 7 de março de 1953     | Jan Klaassens          | 57              | 1                       |
| 7 de março de 1953     | Cor Luiten             | 4               | 0                       |
| 19 de abril de 1953    | Max van Beurden        | 5               | 1                       |
| 19 de abril de 1953    | Wim Bleijenberg        | 3               | 0                       |
| 19 de abril de 1953    | Tonny van Ede          | 2               | 0                       |
| 27 de setembro de 1953 | Hans van der Hoek      | 2               | 0                       |
| 27 de setembro de 1953 | Heimen Lagerwaard      | 1               | 0                       |
| 27 de setembro de 1953 | Pauke Meijers          | 1               | 0                       |
| 27 de setembro de 1953 | Lieuwe Steiger         | 7               | 0                       |
| 25 de outubro de 1953  | Gerard Gruisen         | 3               | 0                       |
| 25 de outubro de 1953  | Louis Overbeeke        | 3               | 0                       |
| 7 de março de 1954     | Cor van der Gijp       | 13              | 6                       |
| 30 de maio de 1954     | Coen Dillen            | 5               | 4                       |
| 30 de maio de 1954     | Wim van der Gijp       | 1               | 0                       |
| 24 de outubro de 1954  | Sjel de Bruijckere     | 7               | 2                       |
| 24 de outubro de 1954  | Roel Wiersma           | 53              | 0                       |
| 13 de março de 1955    | Cor van der Hart       | 44              | 2                       |
| 13 de março de 1955    | Kees Kuijs             | 43              | 0                       |
| 1 de maio de 1955      | Piet Geel              | 1               | 0                       |
| 1 de maio de 1955      | Henk Schouten          | 2               | 0                       |
| 16 de outubro de 1955  | Tinus Bosselaar        | 17              | 4                       |
| 16 de outubro de 1955  | Jan Brooijmans         | 2               | 0                       |
| 6 de novembro de 1955  | Toon Brusselers        | 4               | 2                       |
| 6 de novembro de 1955  | Bart Carlier           | 5               | 2                       |
| 14 de março de 1956    | Coy Koopal             | 6               | 2                       |
| 14 de março de 1956    | Jan Notermans          | 25              | 2                       |
| 8 de abril de 1956     | Coen Moulijn           | 38              | 4                       |
| 6 de junho de 1956     | Aad Bak                | 1               | 0                       |
| 15 de setembro de 1956 | Gerrit Vogels          | 2               | 0                       |
| 30 de janeiro de 1957  | Henk Angenent          | 1               | 0                       |
| 30 de janeiro de 1957  | Tonny van der Linden   | 24              | 17                      |
| 28 de abril de 1957    | Eddy Pieters Graafland | 47              | 0                       |
| 28 de abril de 1957    | Fons van Wissen        | 30              | 4                       |
| 17 de novembro de 1957 | Hans Kraay             | 8               | 0                       |
| 17 de novembro de 1957 | Piet Kruiver           | 22              | 12                      |
| 4 de maio de 1958      | Carol Schuurman        | 4               | 0                       |
| 10 de maio de 1959     | Leo Canjels            | 3               | 2                       |
| 13 de maio de 1959     | Harry Brüll            | 2               | 0                       |
| 13 de maio de 1959     | Piet de Vries          | 1               | 0                       |
| 21 de outubro de 1959  | Frans Bouwmeester      | 5               | 0                       |
| 4 de novembro de 1959  | Jan Renders            | 5               | 0                       |

## 1960-1969
| Data de estreia        | Nome                     | Número de Jogos | Número de gols marcados |
| ---------------------- | ------------------------ | --------------- | ----------------------- |
| 3 de abril de 1960     | Henk Groot               | 39              | 12                      |
| 3 de abril de 1960     | Humphrey Mijnals         | 3               | 0                       |
| 3 de abril de 1960     | Bennie Muller            | 43              | 2                       |
| 18 de maio de 1960     | Gerard Kerkum            | 1               | 0                       |
| 26 de junho de 1960    | Pierre Kerkhoffs         | 5               | 0                       |
| 26 de junho de 1960    | Sjaak Swart              | 31              | 10                      |
| 30 de outubro de 1960  | Co Prins                 | 10              | 3                       |
| 30 de abril de 1961    | Gerard 'Pummy' Bergholtz | 12              | 0                       |
| 14 de maio de 1961     | Tonny Pronk              | 19              | 0                       |
| 14 de maio de 1961     | Cor Veldhoen             | 27              | 0                       |
| 22 de outubro de 1961  | Reinier Kreijermaat      | 2               | 0                       |
| 1 de abril de 1962     | Piet Lagarde             | 2               | 0                       |
| 1 de abril de 1962     | Peet Petersen            | 4               | 1                       |
| 9 de maio de 1962      | Peter van de Merwe       | 5               | 0                       |
| 5 de setembro de 1962  | Piet Keizer              | 34              | 11                      |
| 5 de setembro de 1962  | Ferry Petersson          | 2               | 0                       |
| 5 de setembro de 1962  | Daan Schrijvers          | 22              | 1                       |
| 26 de setembro de 1962 | Jan Jongbloed            | 24              | 0                       |
| 14 de outubro de 1962  | Henk 'Charley' Bosveld   | 2               | 0                       |
| 14 de outubro de 1962  | Piet Ouderland           | 7               | 0                       |
| 14 de outubro de 1962  | Frits Soetekouw          | 1               | 0                       |
| 14 de outubro de 1962  | Jan Villerius            | 1               | 0                       |
| 11 de novembro de 1962 | Guus Haak                | 14              | 0                       |
| 11 de setembro de 1963 | Klaas Nuninga            | 19              | 4                       |
| 20 de outubro de 1963  | Henk Vriens              | 1               | 0                       |
| 30 de outubro de 1963  | Piet Giesen              | 1               | 0                       |
| 22 de março de 1964    | Lambert Verdonk          | 4               | 0                       |
| 12 de abril de 1964    | Martin Koeman            | 1               | 0                       |
| 29 de abril de 1964    | Chiel Haenen             | 1               | 0                       |
| 30 de setembro de 1964 | Dick Hollander           | 1               | 0                       |
| 30 de setembro de 1964 | Rinus Israel             | 47              | 3                       |
| 30 de setembro de 1964 | Hennie van Nee           | 5               | 2                       |
| 30 de setembro de 1964 | Willy Quadackers         | 1               | 0                       |
| 25 de outubro de 1964  | Piet Fransen             | 6               | 1                       |
| 25 de outubro de 1964  | Frans Geurtsen           | 1               | 1                       |
| 25 de outubro de 1964  | Peter Kemper             | 3               | 0                       |
| 9 de dezembro de 1964  | Frits Flinkevleugel      | 11              | 0                       |
| 7 de abril de 1965     | Theo Laseroms            | 6               | 1                       |
| 17 de outubro de 1965  | Joop Burgers             | 1               | 0                       |
| 14 de novembro de 1965 | Miel Pijs                | 8               | 1                       |
| 23 de março de 1966    | Willy van der Kuijlen    | 22              | 7                       |
| 17 de abril de 1966    | Willy Dullens            | 4               | 0                       |
| 7 de setembro de 1966  | Johan Cruijff            | 48              | 33                      |
| 18 de setembro de 1966 | Kees Aarts               | 1               | 0                       |
| 18 de setembro de 1966 | Harry Heijnen            | 1               | 0                       |
| 18 de setembro de 1966 | Piet de Zoete            | 3               | 0                       |
| 6 de novembro de 1966  | Wim Suurbier             | 60              | 3                       |
| 5 de abril de 1967     | Tonny van Leeuwen        | 2               | 0                       |
| 5 de abril de 1967     | Jan Mulder               | 5               | 1                       |
| 16 de abril de 1967    | Pim Doesburg             | 8               | 0                       |
| 16 de abril de 1967    | Hans Eijkenbroek         | 18              | 0                       |
| 13 de setembro de 1967 | Jan Klijnjan             | 11              | 2                       |
| 4 de outubro de 1967   | Wim Jansen               | 65              | 1                       |
| 1 de novembro de 1967  | Jan van Gorp             | 1               | 0                       |
| 29 de novembro de 1967 | Jan van Beveren          | 32              | 0                       |
| 29 de novembro de 1967 | Theo Pahlplatz           | 13              | 3                       |
| 29 de novembro de 1967 | Piet Romeijn             | 4               | 1                       |
| 29 de novembro de 1967 | Henk Warnas              | 5               | 0                       |
| 29 de novembro de 1967 | Henk Wery                | 12              | 3                       |
| 30 de maio de 1968     | Willem van Hanegem       | 52              | 6                       |
| 30 de maio de 1968     | Rob Rensenbrink          | 46              | 14                      |
| 5 de junho de 1968     | Wietze Veenstra          | 9               | 1                       |
| 4 de setembro de 1968  | Theo van Duivenbode      | 5               | 0                       |
| 26 de março de 1969    | Dick van Dijk            | 7               | 1                       |
| 16 de abril de 1969    | Ad Brouwers              | 1               | 0                       |
| 16 de abril de 1969    | Epi Drost                | 9               | 0                       |
| 16 de abril de 1969    | Henk Houwaart            | 1               | 0                       |
| 16 de abril de 1969    | Nico Rijnders            | 8               | 0                       |
| 16 de abril de 1969    | Sjaak Roggeveen          | 3               | 3                       |
| 7 de setembro de 1969  | Pleun Strik              | 8               | 1                       |
| 22 de outubro de 1969  | Eddy Treijtel            | 5               | 0                       |
| 5 de novembro de 1969  | Ruud Krol                | 83              | 4                       |
| 5 de novembro de 1969  | Gerrie Mühren            | 10              | 0                       |

## 1970-1979
| Data de estreia         | Nome                 | Número de Jogos | Número de gols marcados |
| ----------------------- | -------------------- | --------------- | ----------------------- |
| 28 de janeiro de 1970   | Willy Brokamp        | 6               | 6                       |
| 11 de outubro de 1970   | Wietze Couperus      | 1               | 0                       |
| 11 de novembro de 1970  | Johan Neeskens       | 49              | 17                      |
| 24 de fevereiro de 1971 | Willy Lippens        | 1               | 1                       |
| 4 de abril de 1971      | Eef Mulders          | 1               | 0                       |
| 10 de outubro de 1971   | Barry Hulshoff       | 14              | 6                       |
| 10 de outubro de 1971   | Jan Jeuring          | 2               | 0                       |
| 10 de outubro de 1971   | Hans Venneker        | 4               | 0                       |
| 17 de novembro de 1971  | Oeki Hoekema         | 1               | 1                       |
| 1 de dezembro de 1971   | Piet Schrijvers      | 46              | 0                       |
| 16 de fevereiro de 1972 | Theo de Jong         | 15              | 3                       |
| 3 de maio de 1972       | Dick Schneider       | 11              | 2                       |
| 30 de agosto de 1972    | Arie Haan            | 35              | 6                       |
| 30 de agosto de 1972    | Aad Mansveld         | 6               | 0                       |
| 28 de março de 1973     | René van de Kerkhof  | 47              | 5                       |
| 2 de maio de 1973       | John Rep             | 42              | 12                      |
| 10 de outubro de 1973   | Cees van Ierssel     | 6               | 0                       |
| 27 de março de 1974     | Chris Dekker         | 1               | 0                       |
| 27 de março de 1974     | Ruud Geels           | 20              | 11                      |
| 27 de março de 1974     | Rene Notten          | 5               | 0                       |
| 5 de junho de 1974      | Willy van de Kerkhof | 63              | 5                       |
| 5 de junho de 1974      | Wim Rijsbergen       | 28              | 1                       |
| 4 de setembro de 1974   | Jan Peters           | 31              | 4                       |
| 4 de setembro de 1974   | Peter Ressel         | 3               | 0                       |
| 30 de abril de 1975     | Peter Arntz          | 5               | 0                       |
| 30 de abril de 1975     | Jan Everse           | 2               | 0                       |
| 30 de abril de 1975     | Kees Kist            | 21              | 4                       |
| 30 de abril de 1975     | Adri van Kraay       | 17              | 0                       |
| 30 de abril de 1975     | Frans Thijssen       | 14              | 3                       |
| 30 de abril de 1975     | Bobby Vosmaer        | 2               | 0                       |
| 30 de abril de 1975     | Johan Zuidema        | 2               | 0                       |
| 17 de maio de 1975      | Niels Overweg        | 4               | 0                       |
| 30 de maio de 1975      | Nico Jansen          | 1               | 0                       |
| 30 de maio de 1975      | Bert van Marwijk     | 1               | 0                       |
| 30 de maio de 1975      | Heini Otto           | 1               | 0                       |
| 30 de maio de 1975      | Henk van Rijnsoever  | 1               | 0                       |
| 3 de setembro de 1975   | Harry Lubse          | 1               | 1                       |
| 15 de outubro de 1975   | Kees Krijgh jr       | 2               | 0                       |
| 19 de junho de 1976     | Wim Meutstege        | 1               | 0                       |
| 8 de setembro de 1976   | Jan Ruiter           | 1               | 0                       |
| 9 de fevereiro de 1976  | Hugo Hovenkamp       | 31              | 2                       |
| 31 de agosto de 1977    | Johnny Dusbaba       | 4               | 0                       |
| 5 de outubro de 1977    | Ernie Brandts        | 28              | 5                       |
| 5 de outubro de 1977    | Tsjeu La Ling        | 14              | 2                       |
| 22 de fevereiro de 1978 | Henk van Leeuwen     | 2               | 1                       |
| 5 de abril de 1978      | Jan Boskamp          | 2               | 0                       |
| 5 de abril de 1978      | Arnold Mühren        | 23              | 3                       |
| 5 de abril de 1978      | Dick Nanninga        | 15              | 6                       |
| 5 de abril de 1978      | Pierre Vermeulen     | 9               | 1                       |
| 5 de abril de 1978      | Piet Wildschut       | 11              | 1                       |
| 20 de maio de 1978      | Jan Poortvliet       | 19              | 1                       |
| 14 de junho de 1978     | Dick Schoenaker      | 13              | 6                       |
| 20 de setembro de 1978  | Adri Koster          | 3               | 0                       |
| 15 de novembro de 1978  | John Metgod          | 21              | 4                       |
| 24 de fevereiro de 1979 | Huub Stevens         | 18              | 1                       |
| 22 de maio de 1979      | Jan H Peters         | 1               | 0                       |
| 22 de maio de 1979      | Simon Tahamata       | 22              | 2                       |
| 26 de setembro de 1979  | Michel van de Korput | 23              | 0                       |
| 26 de setembro de 1979  | Michel Valke         | 16              | 0                       |
| 26 de setembro de 1979  | Ben Wijnstekers      | 36              | 1                       |

## 1980-1989
| Data de estreia         | Nome               | Número de Jogos | Número de gols marcados |
| ----------------------- | ------------------ | --------------- | ----------------------- |
| 26 de março de 1980     | Luuk Balkestein    | 1               | 0                       |
| 11 de junho de 1980     | Martien Vreijsen   | 1               | 0                       |
| 10 de setembro de 1980  | Jan van Deinsen    | 1               | 0                       |
| 10 de setembro de 1980  | Joop Hiele         | 7               | 0                       |
| 10 de setembro de 1980  | Toine van Mierlo   | 3               | 0                       |
| 10 de setembro de 1980  | Ronald Spelbos     | 21              | 1                       |
| 11 de outubro de 1980   | Hans van Breukelen | 73              | 0                       |
| 11 de outubro de 1980   | Martin Jol         | 3               | 0                       |
| 11 de outubro de 1980   | Jos Jonker         | 2               | 0                       |
| 11 de outubro de 1980   | Keje Molenaar      | 2               | 0                       |
| 11 de outubro de 1980   | Pier Tol           | 5               | 0                       |
| 22 de fevereiro de 1981 | Cees Schapendonk   | 1               | 1                       |
| 22 de fevereiro de 1981 | Romeo Zondervan    | 1               | 0                       |
| 25 de março de 1981     | Edo Ophof          | 15              | 2                       |
| 29 de abril de 1981     | Cees van Kooten    | 9               | 4                       |
| 1 de setembro de 1981   | Ruud Gullit        | 66              | 17                      |
| 1 de setembro de 1981   | Willy Janssen      | 1               | 0                       |
| 1 de setembro de 1981   | Wim Kieft          | 43              | 11                      |
| 1 de setembro de 1981   | Frank Rijkaard     | 73              | 10                      |
| 14 de abril de 1982     | Jurrie Koolhof     | 5               | 0                       |
| 14 de abril de 1982     | Gerald Vanenburg   | 42              | 1                       |
| 25 de maio de 1982      | Peter Boeve        | 16              | 0                       |
| 22 de setembro de 1982  | Rene van der Gijp  | 15              | 2                       |
| 10 de novembro de 1982  | Edward Metgod      | 1               | 0                       |
| 10 de novembro de 1982  | Jan Wouters        | 70              | 4                       |
| 19 de dezembro de 1982  | Rene Hofman        | 1               | 0                       |
| 27 de abril de 1983     | Wim Hofkens        | 5               | 0                       |
| 27 de abril de 1983     | Erwin Koeman       | 31              | 2                       |
| 27 de abril de 1983     | Ronald Koeman      | 78              | 14                      |
| 7 de setembro de 1983   | Marco van Basten   | 58              | 24                      |
| 7 de setembro de 1983   | Bud Brocken        | 5               | 0                       |
| 7 de setembro de 1983   | Peter Houtman      | 8               | 7                       |
| 21 de setembro de 1983  | Adri van Tiggelen  | 56              | 0                       |
| 12 de outubro de 1983   | Sonny Silooy       | 25              | 0                       |
| 14 de março de 1984     | Andre Hoekstra     | 1               | 1                       |
| 14 de novembro de 1984  | Mario Been         | 1               | 0                       |
| 14 de novembro de 1984  | Ton Lokhof         | 2               | 0                       |
| 1 de maio de 1985       | Rob de Wit         | 8               | 3                       |
| 20 de novembro de 1985  | John van Loen      | 7               | 1                       |
| 29 de abril de 1986     | Danny Blind        | 42              | 1                       |
| 29 de abril de 1986     | John Bosman        | 30              | 17                      |
| 29 de abril de 1986     | John van 't Schip  | 41              | 2                       |
| 29 de abril de 1986     | Wilbert Suvrijn    | 9               | 0                       |
| 25 de março de 1987     | Aron Winter        | 84              | 6                       |
| 9 de setembro de 1987   | Hennie Meijer      | 1               | 0                       |
| 9 de setembro de 1987   | Sjaak Troost       | 4               | 0                       |
| 14 de outubro de 1987   | Berry van Aerle    | 35              | 0                       |
| 28 de outubro de 1987   | Hans Gillhaus      | 9               | 2                       |
| 16 de dezembro de 1987  | Hendrie Krüzen     | 5               | 0                       |
| 16 de dezembro de 1987  | Joop Lankhaar      | 1               | 0                       |
| 16 de dezembro de 1987  | John de Wolf       | 6               | 2                       |
| 23 de março de 1988     | Adick Koot         | 3               | 0                       |
| 24 de maio de 1988      | Wim Koevermans     | 1               | 0                       |
| 16 de novembro de 1988  | Rene Eijkelkamp    | 6               | 0                       |
| 16 de novembro de 1988  | Pieter Huistra     | 8               | 0                       |
| 16 de novembro de 1988  | Rob Reekers        | 4               | 0                       |
| 16 de novembro de 1988  | Fred Rutten        | 1               | 0                       |
| 4 de janeiro de 1989    | Juul Ellerman      | 5               | 0                       |
| 4 de janeiro de 1989    | Rob Witschge       | 30              | 3                       |
| 22 de março de 1989     | Graem Rutjes       | 13              | 1                       |
| 22 de março de 1989     | Theo Snelders      | 1               | 0                       |
| 6 de setembro de 1989   | Henk Fräser        | 6               | 0                       |
| 6 de setembro de 1989   | Stanley Menzo      | 6               | 0                       |
| 6 de setembro de 1989   | Bryan Roy          | 32              | 9                       |
| 20 de dezembro de 1989  | Frank Berghuis     | 1               | 0                       |
| 20 de dezembro de 1989  | Martin Laamers     | 2               | 0                       |
| 20 de dezembro de 1989  | Bart Latuheru      | 1               | 0                       |
| 20 de dezembro de 1989  | Edward Sturing     | 3               | 0                       |

## 1990-1999
| Data de estreia         | Nome                     | Número de Jogos | Número de gols marcados |
| ----------------------- | ------------------------ | --------------- | ----------------------- |
| 21 de fevereiro de 1990 | Richard Witschge         | 31              | 1                       |
| 28 de março de 1990     | Marcel Peeper            | 1               | 0                       |
| 26 de setembro de 1990  | Dennis Bergkamp          | 79              | 37                      |
| 26 de setembro de 1990  | Frank de Boer            | 112             | 13                      |
| 26 de setembro de 1990  | Stan Valckx              | 20              | 0                       |
| 21 de novembro de 1990  | Jerry de Jong            | 3               | 0                       |
| 19 de dezembro de 1990  | John van den Brom        | 2               | 1                       |
| 13 de março de 1991     | Marciano Vink            | 2               | 0                       |
| 4 de dezembro de 1991   | Peter Bosz               | 8               | 0                       |
| 12 de fevereiro de 1992 | Gaston Taument           | 15              | 2                       |
| 12 de fevereiro de 1992 | Eric Viscaal             | 5               | 0                       |
| 1 de abril de 1992      | Peter van Vossen         | 31              | 9                       |
| 27 de maio de 1992      | Wim Jonk                 | 49              | 11                      |
| 14 de outubro de 1992   | Arthur Numan             | 45              | 0                       |
| 16 de dezembro de 1992  | Ed de Goey               | 31              | 0                       |
| 24 de fevereiro de 1993 | Johan de Kock            | 13              | 1                       |
| 24 de fevereiro de 1993 | Marc Overmars            | 86              | 17                      |
| 24 de março de 1993     | Regi Blinker             | 3               | 0                       |
| 24 de março de 1993     | Ronald de Boer           | 67              | 13                      |
| 24 de março de 1993     | Erik Meijer              | 1               | 0                       |
| 9 de junho de 1993      | Ulrich van Gobbel        | 8               | 0                       |
| 20 de abril de 1994     | Edgar Davids             | 74              | 6                       |
| 12 de outubro de 1994   | Michael Reiziger         | 72              | 1                       |
| 16 de novembro de 1994  | Patrick Kluivert         | 79              | 40                      |
| 16 de novembro de 1994  | Youri Mulder             | 9               | 3                       |
| 14 de dezembro de 1994  | Pierre van Hooijdonk     | 46              | 14                      |
| 14 de dezembro de 1994  | Clarence Seedorf         | 76              | 11                      |
| 18 de janeiro de 1995   | Glenn Helder             | 4               | 0                       |
| 18 de janeiro de 1995   | Michael Mols             | 6               | 0                       |
| 22 de fevereiro de 1995 | Michel Kreek             | 1               | 0                       |
| 22 de fevereiro de 1995 | Eric van der Luer        | 2               | 0                       |
| 22 de fevereiro de 1995 | Frank Verlaat            | 1               | 0                       |
| 22 de fevereiro de 1995 | Edwin Vurens             | 1               | 0                       |
| 7 de junho de 1995      | Edwin van der Sar        | 107             | 0                       |
| 6 de setembro de 1995   | Orlando Trustfull        | 2               | 0                       |
| 13 de dezembro de 1995  | Winston Bogarde          | 20              | 0                       |
| 24 de abril de 1996     | Phillip Cocu             | 95              | 10                      |
| 24 de abril de 1996     | Jordi Cruijff            | 9               | 1                       |
| 24 de abril de 1996     | Peter Hoekstra           | 5               | 0                       |
| 24 de abril de 1996     | Jaap Stam                | 67              | 3                       |
| 24 de abril de 1996     | John Veldman             | 1               | 0                       |
| 31 de agosto de 1996    | Giovanni van Bronckhorst | 55              | 3                       |
| 31 de agosto de 1996    | Jean Paul van Gastel     | 5               | 2                       |
| 5 de outubro de 1996    | Roy Makaay               | 43              | 6                       |
| 5 de outubro de 1996    | Ferdi Vierklau           | 2               | 0                       |
| 30 de abril de 1997     | Boudewijn Zenden         | 54              | 7                       |
| 24 de fevereiro de 1998 | Ernst Faber              | 1               | 0                       |
| 27 de maio de 1998      | Jerrel Hasselbaink       | 23              | 9                       |
| 10 de outubro de 1998   | Jeffrey Talan            | 8               | 1                       |
| 13 de outubro de 1998   | Oscar Moens              | 2               | 0                       |
| 13 de outubro de 1998   | Martijn Reuser           | 1               | 0                       |
| 13 de outubro de 1998   | Kees van Wonderen        | 5               | 0                       |
| 18 de novembro de 1998  | Dries Boussatta          | 3               | 0                       |
| 18 de novembro de 1998  | Marc van Hintum          | 8               | 0                       |
| 18 de novembro de 1998  | Ruud van Nistelrooy      | 49              | 25                      |
| 31 de março de 1999     | Bert Konterman           | 12              | 0                       |
| 5 de junho de 1999      | André Ooijer             | 17              | 2                       |
| 8 de junho de 1999      | Sander Westerveld        | 6               | 0                       |

## 2000-2006
| Data de estreia         | Nome                       | Número de Jogos | Número de gols marcados |
| ----------------------- | -------------------------- | --------------- | ----------------------- |
| 29 de março de 2000     | Paul Bosvelt               | 24              | 0                       |
| 2 de setembro de 2000   | Wilfred Bouma              | 20              | 1                       |
| 2 de setembro de 2000   | Arnold Bruggink            | 2               | 0                       |
| 7 de outubro de 2000    | Mark van Bommel            | 35              | 7                       |
| 11 de outubro de 2000   | Mario Melchiot             | 13              | 0                       |
| 11 de outubro de 2000   | Jan Vennegoor of Hesselink | 6               | 0                       |
| 15 de novembro de 2000  | Kevin Hofland              | 7               | 0                       |
| 15 de novembro de 2000  | Patrick Paauwe             | 5               | 0                       |
| 15 de novembro de 2000  | Fernando Ricksen           | 12              | 0                       |
| 28 de fevereiro de 2001 | Victor Sikora              | 6               | 0                       |
| 2 de junho de 2001      | Denny Landzaat             | 20              | 1                       |
| 15 de agosto de 2001    | Niels Oude Kamphuis        | 1               | 0                       |
| 15 de agosto de 2001    | Ronald Waterreus           | 7               | 0                       |
| 6 de outubro de 2001    | Rafael van der Vaart       | 35              | 6                       |
| 10 de novembro de 2001  | George Boateng             | 4               | 0                       |
| 19 de maio de 2002      | Andy van der Meyde         | 17              | 1                       |
| 30 de abril de 2003     | Arjen Robben               | 18              | 6                       |
| 30 de abril de 2003     | Wesley Sneijder            | 20              | 5                       |
| 18 de fevereiro de 2004 | John Heitinga              | 16              | 1                       |
| 31 de março de 2004     | Nigel de Jong              | 10              | 0                       |
| 18 de agosto de 2004    | Dave van den Bergh         | 2               | 0                       |
| 18 de agosto de 2004    | Romeo Castelen             | 8               | 1                       |
| 18 de agosto de 2004    | Collins John               | 2               | 0                       |
| 18 de agosto de 2004    | Jan Kromkamp               | 8               | 0                       |
| 3 de setembro de 2004   | Khalid Boulahrouz          | 10              | 0                       |
| 3 de setembro de 2004   | Romano Denneboom           | 1               | 0                       |
| 3 de setembro de 2004   | Dirk Kuijt                 | 16              | 4                       |
| 3 de setembro de 2004   | Maarten Stekelenburg       | 1               | 0                       |
| 17 de novembro de 2004  | Barry van Galen            | 1               | 0                       |
| 17 de novembro de 2004  | Joris Mathijsen            | 6               | 0                       |
| 9 de fevereiro de 2005  | Ugur Yildirim              | 1               | 0                       |
| 26 de março de 2005     | Ryan Babel                 | 4               | 2                       |
| 26 de março de 2005     | Hedwiges Maduro            | 9               | 0                       |
| 4 de junho de 2005      | Theo Lucius                | 3               | 0                       |
| 4 de junho de 2005      | Barry Opdam                | 8               | 1                       |
| 4 de junho de 2005      | Robin van Persie           | 7               | 1                       |
| 17 de agosto de 2005    | Tim de Cler                | 2               | 0                       |
| 8 de outubro de 2005    | Ron Vlaar                  | 2               | 0                       |
| 12 de novembro de 2005  | Henk Timmer                | 1               | 0                       |
| 1 de março de 2006      | Kew Jaliens                | 1               | 0                       |
| 1 de março de 2006      | Martijn Meerdink           | 1               | 0                       |
| 1 de março de 2006      | Nick Hofs                  | 1               | 0                       |